# 葡萄蘋果
葡萄蘋果（Grāpple，发音为/ˈgreɪpəl/）是一種嘗起來像葡萄的蘋果的註冊商標。此产品將富士蘋果或加拉蘋果浸泡在濃縮葡萄香料溶液中，使果肉嘗起來像康科德葡萄，此處理过程已注册为专利。

## 外部連結
- 葡萄蘋果官方网站 （页面存档备份，存于）